# UTC+00:20
Az UTC+00:20 egy időeltolódás volt, amely 20 perccel (korábban 19 perccel és 32,13 másodperccel) volt előrébb a greenwichi középidőtől (GMT). Jelenleg már egy terület sem használja.

## Korábban ide tartozó terület

### Európa
- Hollandia

## A korábban ebben az időeltolódásban lévő időzónáról
| Időzóna neve angolul      | Időzóna neve magyarul      |
| ------------------------- | -------------------------- |
| Amsterdam Time/Dutch Time | Amsterdami idő/Holland idő |

Az UTC+00:20 időeltolódást kizárólag egy időzóna használta, az időzónához pedig csak egy ország tartozott, Hollandia. 1909. május 1-től 1940. május 16-ig használták. 1937. július 1-ig a pontos időeltolódás GMT+00:19:32,13 volt, amit GMT+00:20-ra változtattak. Amikor Németország megszállta Hollandiát a második világháborúban, a Berlini idő került bevezetésre a hollandoknál is, és ezt végül megtartották.
A különleges időzóna (GMT+00:19:32,13) használatának oka a Westertoren, vagyis a Westerkerk templom tornyának helyzete (k. h. 4° 53' 01,95'') volt Amszterdamban.

## Fordítás
Ez a szócikk részben vagy egészben  az   UTC+00:20 című angol Wikipédia-szócikk ezen változatának fordításán alapul.  Az eredeti cikk szerkesztőit annak laptörténete sorolja fel. Ez a jelzés csupán a megfogalmazás eredetét és a szerzői jogokat jelzi, nem szolgál a cikkben szereplő információk forrásmegjelöléseként.